# Полонинский хребет
Полони́нский хребе́т (другое название Полонинские Бескиды; пол. Beskidy Połonińskie, укр. Полонинські Бескиди) — горный массив (система хребтов) во внутренней полосе Украинских Карпат, в пределах Закарпатской области.
Простирается с северо-запада на юго-восток между реками Уж и Тересва (по другим источникам: между реками Уж и Тиса) на более 150 км. На юго-западе от Полонинского хребта протягиваются Вигорлат-Гутинский хребет и Мармарошская котловина, на северо-востоке — Верховинский Вододельный хребет и массив Горганы. Преобладающие высоты 1400—1500 м, самая высокая — гора Стой (1681 м). Долинами рек Уж, Латорица, Вича, Теребля, Тересва расчленен на отдельные высокие и широкие массивы, вершинные поверхности которые занимают полонины (хребты) — Полонина Руна, Лаутанская Голица, Гостра Гора, Боржава, Красная, которым свойственны крутые склоны. В геоструктурном отношении соответствует Дуклянскому и Поркулецкому покровам. Состоит из флиша. Полонинский хребет отмечается большими колебаниями относительных высот (1000—1200 м). Юго-восточные склоны более пологие чем другие.
Между горами массива берут начало реки: Турья, Лютянка, Боржава, Малая и Большая Угольки, Лужанка и другие.
Для Полонинского хребта характерна ярусность ландшафтов. Распространенный ярус лесистого среднегорья (до высоты 1200 м), который занимает до 70 % общей площади. Здесь преобладают буковые и буково-еловые леса на буроземах. Выше 1200—1400 м выделяется ярус полонинского среднегорья с пустищними лугами на торфяных почвах. Вершины покрыты субальпийской растительностью. Северо-западная часть хребта лежит в пределах Ужанского национального природного парка. В верхнем течении реки Теребли лежит часть Национального природного парка «Синевир», а в верховьях рек Уголька и Лужанка — Угольско-Широколужанский заповедный массив (часть Карпатского биосферного заповедника).